# HD124587
HD124587 — хімічно пекулярна зоря спектрального класу A3, що має видиму зоряну величину в смузі V приблизно  7,4.
Вона  розташована на відстані близько 306,5 світлових років від Сонця.